# Trigonura septemdens
Trigonura septemdens är en stekelart som beskrevs av Liu 1994. Trigonura septemdens ingår i släktet Trigonura och familjen bredlårsteklar. Inga underarter finns listade i Catalogue of Life.